# Retour à Kotelnitch
Pour plus de détails, voir Fiche technique et Distribution.
Retour à Kotelnitch est un documentaire français réalisé par Emmanuel Carrère, sorti en 2003 et sélectionné à la Mostra de Venise.

## Synopsis
Parti pour faire un reportage pour Envoyé Spécial sur un soldat hongrois resté pendant 55 ans dans un hôpital psychiatrique à Kotelnitch, au nord de la Russie, Emmanuel Carrère s'est pris au jeu de l'égodocumentaire. Ayant commencé par filmer des personnes au gré des rencontres, il fit la connaissance d'Ania, musicienne, parlant un excellent français et mariée à Sacha, à l'époque membre du FSB. 
Puis il s'en retourna en France, estimant n'avoir pas de matière suffisante pour un film autre que le reportage (Le Soldat perdu, moyen-métrage de 52 minutes présenté en bonus du DVD du film). Mais par la suite Ania fut assassinée. Le cinéaste retourna dans la ville, pour montrer à la famille les séquences prises autrefois, tout en continuant à filmer.
Avec l'histoire même d'Ania, le film dépeint la Russie d'aujourd'hui loin de Moscou et la recherche introspective de l'auteur sur les refoulements de ses propres origines (son propre grand-père a aussi disparu à la fin de la Seconde Guerre mondiale).

## Fiche technique
- Titre : Retour à Kotelnitch
- Réalisation : Emmanuel Carrère
- Scénario : Emmanuel Carrère
- Photographie : Philippe Lagnier
- Montage : Camille Cotte
- Production : Anne-Dominique Toussaint
- Société de production : Les Films des Tournelles et Roissy Films
- Pays :  France
- Genre : documentaire
- Durée : 105 minutes
- Dates de sortie : 
  - Italie : 30 août 2003 (Mostra de Venise)
  - France :25 février 2004